# Philipp Maximilian Opiz

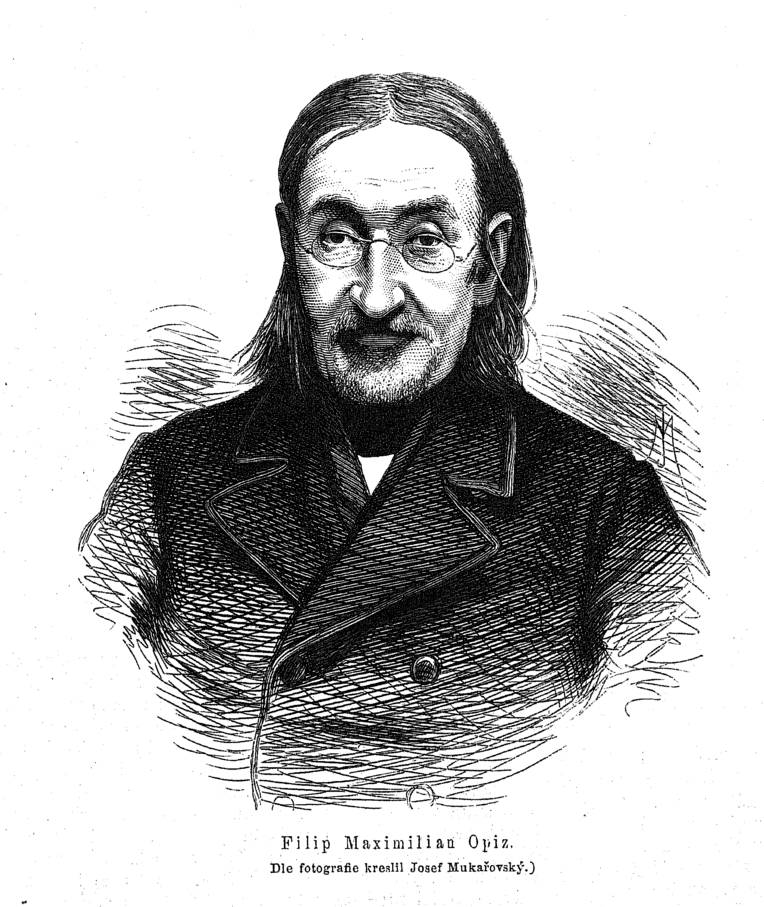
Philipp Maximilian Opiz

Philipp Maximilian Opiz, auch Filip, (* 5. Juni 1787 in Czaslau; † 20. Mai 1858 in Prag) war ein k. k. österreichischer Forstamtskonzipist und Taxonom, der sich um die Erforschung der Botanik in Böhmen Verdienste erworben hat. Sein offizielles botanisches Autorenkürzel lautet „Opiz“.   

## Angehörige
Philipp Maximilian Opiz (Opitz) war ein Bruder des Graphikers Georg Emanuel Opiz (Opitz) (* 1775 in Prag, verstorben 1841 in Leipzig), Söhne des Schriftstellers und Gelehrten Johann Ferdinand Opitz (* 1741 in Prag, verstorben 1812 in Czaslau).

### Beamtenkarriere
Seit 1805 war Philipp Maximilian Opiz Finanzbeamter zunächst in Czaslau, 1808 wurde er nach Pardubitz und 1814 nach Prag versetzt. Dort ab 1831 war er als Forstamts-Concipist berufstätig. In Prag studierte er am Polytechnikum die Fächern Philosophie, Mineralogie und Landwirtschaft, außerdem erlernte er Französisch und Latein.

### Wirken als Botaniker
Lebenslang beschäftigte sich Opiz intentiv mit Botanik, legte wertvolle Pflanzensammlungen an und schrieb wissenschaftliche Studien und Abhandlungen. Ab 1818 war er an einer Zusammenfassung der Topographie Böhmens tätig, gründete 1819 eine Pflanzen-, Samen- und Insektentausch-Anstalt. Sein Lebenswerk gehört zu den wichtigsten Grundlagen für die Entwicklung der Botanik in Böhmen. Er war Mitglied zahlreicher Vereine.
Bereits im Alter von 13 Jahren verfasste er ein „Calendarium Florae Caslaviensis“, welches Standort, Blütezeit und Beschreibung der um Czaslau und dessen nächste Umgebung wildwachsenden Pflanzen enthält. 1802–1804 folgte eine Reihe botanischer Aufsätze in den „Abhandlungen der böhmischen ökonomischen Gesellschaft“ in Prag. Durch Reisen innerhalb seines engeren Heimatgebietes und dem Riesengebirge lernte er die Flora Böhmens gründlich kennen und lieferte von 1809 bis 1812 für das vom Johann Baptist Emanuel Pohl herausgegebene Werk: „Tentamen florae Bohemiae“ einen erheblichen Beitrag.
In den Zeitschriften „Hesperus“, den „Oekonomischen Neuigkeiten“, später auch in der „Isis“, „Liebich’s Forstmann“ usw. erschienen in der Zeit von 1811 bis 1813 über 25 kürzere oder längere Aufsätze, die Zahl seiner Artikel in den genannten Journalen übersteigt bis zu seinem Tod 400 Beiträge.
Seit 1810 gab er dekadenweise ein landwirtschaftliches Herbar heraus. 1819 gründete er einen internationalen Tauschverein für getrocknete Pflanzen, Pflanzensamen und Insekten und führte mehr als 40 Jahre hindurch, bis an seines Lebens Ende, die Geschäfte dieses Vereins.
Sein Name hat sich nicht nur in der Bezeichnung zahlreichen Pflanzenarten erhalten, auch einer Gattung aus der Familie der Süßgräser (Poaceae), der Haenke’schen Sammlung entstammend, verlieh ihr Monograph Karl Bořiwog Presl den Namen Opizia.

## Werke (Auswahl)
- Deutschlands cryptogamische Gewächse nach ihren natürlichen Standorten geordnet, 1816
- Böheims phanerogamische und kryptogamische Gewächse, 1823
- Auf welchem Wege wäre die Wahrheit, das höchste Ziel der Botanik zu erreichen? 1829
- Saznam rostlin kveteny ceske (Verzeichnis der böhmischen Flora), 1852,
- Nomenclator botanicus (Ms. Nationalmuseum Prag)